# Gare de Merlebach-Freyming
La gare de Merlebach-Freyming est une gare ferroviaire française, fermée, de la ligne de Haguenau à Hargarten - Falck située, place de la Gare, sur le territoire de la commune de Freyming-Merlebach, dans le département de Moselle, en région Grand Est.

## Situation ferroviaire
Établie à 210 mètres d'altitude, la gare fermée de Merlebach-Freyming est située au point kilométrique (PK) 108,215 de la ligne de Haguenau à Hargarten - Falck, entre les gares de Béning (ouverte) et de L'Hôpital (fermée).

## Histoire

### Halte de Merlebach
En 1930, les conseils municipaux des communes de Merlebach et Freyming votent, chacun, une subvention de 300 000 francs pour participer à la transformation de la halte de Melebach en une gare proportionnée à l'importante évolution de cette agglomération.

### Gare de Merlebach-Freyming
Le 22 janvier 1931, un décret autorise les deux communes à contracter chacune un emprunt de 300 000 francs remboursables sur 20 ans. Elles seront financées par un prélèvement, de surtaxes, effectué par l'Administration des chemins de fer d'Alsace et de Lorraine (AL) sur les usagers de la gare. Il est également inclus que la nouvelle gare sera « ouverte au service de la grande et de la petite vitesse »
Le Ministre des travaux publics décide le 3 mars 1931 « d'autoriser le changement de dénomination de halte de « Merlebach » en gare de « Merlebach-Freyming » ». Après le versement de leur contribution par les communes, AL a donné l'ordre de l'ouverture du chantier à l'entreprise ayant remporté le marché. Le chantier ouvert en octobre 1931 concerne notamment le bâtiment principal. Depuis, il a été adjugé un lot comprenant le bâtiment annexe et l'auvent des quais un et deux, et il reste encore le lot de la halle aux marchandises qui doit être mis sur le marché rapidement.

## Patrimoine ferroviaire
En 2018, l'ancien bâtiment voyageurs est présent sur le site. Par contre, un autre ancien bâtiment du site de la gare, encore présent en avril 2011 a été démoli depuis.